# Feux de forêt de 2022 en Algérie
Les feux de forêt de 2022 en Algérie sont une série d'incendies qui se déroulent en août 2022 dans le nord-est de l'Algérie, faisant 43 morts.
Les feux se sont déclenchés dans plusieurs wilayas, notamment : Béjaia, Jijel, Sétif, Khenchela, El Tarf, Tébessa, Souk Ahras, Skikda et Tipaza.

## Réactions

### Gouvernement
Après les feux de forêt particulièrement meurtrières de 2021, le gouvernement algérien s'est dit prêt à affronter d'éventuels incendies durant l'été 2022,. Après plusieurs annonces, un seul avion bombardier d'eau Beriev Be-200 est affrété du 15 juin au 15 septembre 2022, en attendant l'achat de quatre appareils du même type. Mais certains experts forestiers ont jugé les moyens alloués par l’État insuffisants et dérisoires au regard des énormes besoins.